# Phoradendron staphylinum
Phoradendron staphylinum är en sandelträdsväxtart som beskrevs av Carlos Toledo Rizzini. Phoradendron staphylinum ingår i släktet Phoradendron och familjen sandelträdsväxter. Utöver nominatformen finns också underarten P. s. grande.